# Polypedilum humile
Polypedilum humile är en tvåvingeart som beskrevs av Jean-Jacques Kieffer 1924. Polypedilum humile ingår i släktet Polypedilum och familjen fjädermyggor.
Artens utbredningsområde är Algeriet. Inga underarter finns listade i Catalogue of Life.